# Élie Badré
Pour les articles homonymes, voir Badré.
 (août 2022).
Si vous disposez d'ouvrages ou d'articles de référence ou si vous connaissez des sites web de qualité traitant du thème abordé ici, merci de compléter l'article en donnant les références utiles à sa vérifiabilité et en les liant à la section « Notes et références ».
En pratique : Quelles sources sont attendues ? Comment ajouter mes sources ?

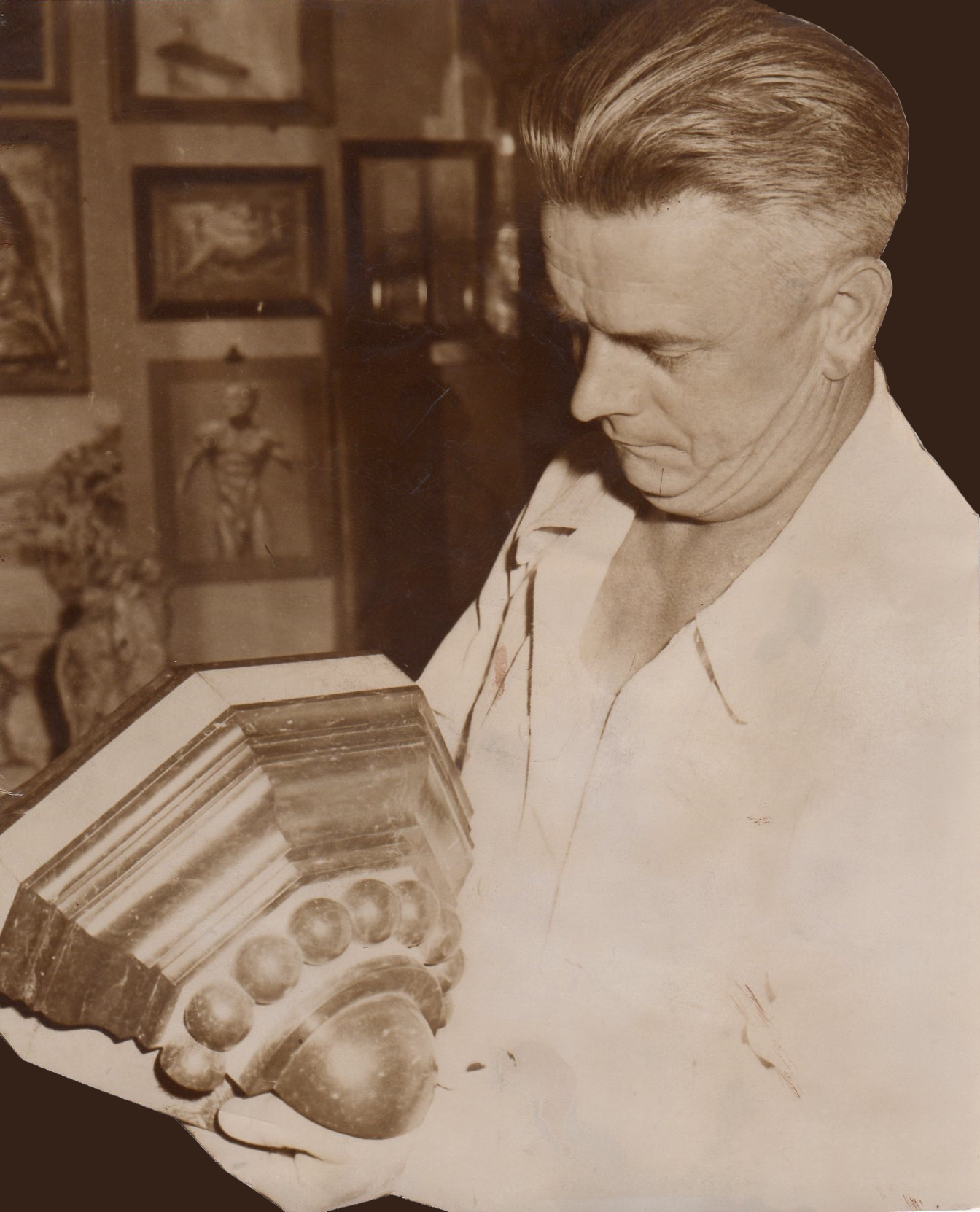

Élie Désiré Badré, né le 2 novembre 1905 aux Hautes-Rivières (Ardennes) où il meurt le 31 mars 1987, est un sculpteur français.
Tout au long de sa carrière, dans son atelier des Hautes-Rivières, il réalise une importante production de terres cuites, de marbres blancs ainsi que des œuvres funéraires, notamment la stèle de l'écrivain-forgeron Théophile Malicet.

## Biographie

### Jeunesse
Élie Badré est issu d’une famille de tailleurs de pierre des Hautes-Rivières. Lorsqu'il sort de l’école communale, il travaille d’abord sous la direction de son père puis chez un marbrier de Vireux. Il suit ensuite les cours d’adultes et obtient en juillet 1926 son certificat d'aptitude professionnel de dessinateur industriel qui lui permet de fréquenter l’académie Julian où il reçoit les enseignements d'Henri Bouchard et de Paul Landowski.  
En 1928, il est admis à l’École nationale supérieure des beaux-arts et est formé par Jules Coutan. 

### Carrière
En 1932 il vient s’installer à Mézières et se fait embaucher chez Émile Baudson. Il commence sa carrière par des travaux de décoration : il réalise notamment la tête de Mercure sur le fronton de l’hôtel des postes de Mézières en 1933 ou encore deux sujets allégoriques sur l’horloge de l’hôtel de ville de Laon en 1934. 
On lui doit principalement les bustes de Jean-Baptiste Clément à Nouzonville, inauguré en juin 1937, celui d'Hippolyte Taine à Vouziers ou encore du Docteur Brisset à l’hôpital d’Hirson.
En 1939, la chambre des Métiers des Ardennes lui demande de préparer sept figures représentatives des métiers, pour le pavillon de l'artisanat à l'exposition internationale du Progrès Social de Lille.  Il expose son travail au Salon des artistes ardennais et au Salon des Artistes Français où il côtoie d'autres artistes ardennais de la Semoy à l'image d'Émile Faynot ou Louis-Gabriel Croison.
En 1939, lorsque survient la seconde guerre mondiale, il est mobilisé et, ne pouvant revenir dans les Ardennes, il se rapproche des Monuments Historiques du Quercy : il collabore à la restauration des châteaux d’Assier et de Montal. 
Il revient dans les Ardennes en 1951.
Dans les année 1970, il forme par ailleurs le sculpteur Hervé Tonglet.

### Mort
Il meurt le 31 mars 1987 en France dans Les Hautes-Rivières.

## Hommages
Une œuvre du sculpteur, un buste en pierre bleue de l'écrivain Léon Tolstoï, est exposé dans la salle polyvalente intercommunale de Les Hautes-Rivières, qui fut, en son honneur, baptisée du nom de l'artiste.

## Distinctions
- 1958 : Meilleur Ouvrier de France avec un bénitier réalisé en pierre bleue de Givet[9],[10]
- 1960 : Médaille d'argent Arts Sciences et Lettres, Mérite civique, Chevalier du Mérite.
- 1961 : Médaille de bronze de la Renaissance française
- 1961 : Médaille de bronze de la Reconnaissance Artisanale
- 1961 : Médaille d'argent de l'exposition nationale des Arts
- 1961 : Médaille d'argent de la Technique de l'artisanat à Paris
- 1965 : Médaille d'or Encouragement au dévouement
- 1965 : Officier de l'ordre du Mérite
- 1966 : Médaille d'or du Mérite National Français
- 1967 : Médaille d’argent au Salon des Artistes Français[11]
- 1967 : Médaille vermeil Arts-Sciences-Lettres[12]